# オリックスレンタカー

オリックスレンタカーのロゴ

オリックスレンタカー (Orix-rent-a-car) は、オリックス自動車が運営するレンタカーのブランド。同社ではオリックスレンタカーの他に、レンタカージャパレン及びエックスレンタカーがサブブランドとして存在していたが、現在はオリックスブランドの「オリックスレンタカー」に統一されている。
レンタカー業界ではトヨタレンタカー系列に次ぐ第2位。

## 概要
1985年（昭和60年）、オリエントリース（現・オリックス）が米国バジェットレンタカーと提携し「株式会社バジェットレンタカー」として設立、同名のブランドで店舗展開していた。
1991年（平成3年）3月29日、バジェットのライセンス契約を更新せず、社名と店舗名を「オリックスレンタカー」に改称した。
競合関係にあった石油元売系のレンタカー会社「エックスレンタカー」（昭和シェル石油グループ、当初は車両の相互融通等の業務提携）を1999年（平成11年）、「レンタカージャパレン」（旧ジャパンエナジーグループ）を2003年（平成15年）に、それぞれオリックスレンタカー株式会社が買収し、2005年（平成17年）1月にオリックス・オート・リースなどオリックスグループ内の自動車関連5社と合併、現在の「オリックス自動車」となる。
「エックスレンタカー」「レンタカージャパレン」ブランド各店舗の「オリックスレンタカー」店への看板替えや、至近距離にある店舗の統合・移転による運営の効率化を行う一方、「エックスレンタカー」「レンタカージャパレン」ブランドでの新規出店も続けられた。一例として、2011年12月1日開店の宮古空港カウンター（ジャパレン）、2011年11月24日開店の246大和TSカウンター（エックスレンタカー）などがある。
2012年（平成24年）5月、ブランドを順次「オリックスレンタカー」へ統合していくことになった。
店頭における個人顧客へのレンタルだけでなく、オリックスグループの法人営業力を生かした法人顧客へのレンタル、オリックス自動車のオートリース契約者への代車提供機能のほか、オートリース部門による店頭での個人向けリースの販売、郊外店舗を改装してレンタルアップ車両（レンタカー・オートリースで使用した中古車）の直接販売も行っている。

## 店舗形態
- オリックス自動車による運営の直営店舗と、エリアフランチャイズ方式によるFC店舗がある。貸渡会社は基本的に貸渡票や精算書右上に押印される法人印や車検証の内容でしか判別できない。
- オリックス・エックス・ジャパレンの各ブランドによる乗用車系店舗と、トラック等の貨物商用車のみを取り扱う店舗（トラック営業所）が存在する。
- 乗用車系店舗は電車による来店客や近隣住民の利用を狙った出店が多いが、トラックレンタルの店舗は車両保管場所に相当の面積を要するため郊外にあることが多い。
- トラック営業所の元となった旧イフコレンタカーがいすゞ自動車の系列であったためいすゞ車が多く、6トン積載ダンプ等の限定無し中型免許以上を要する車両を取り扱う店舗もある。
- 一部地域では、事前に予約のある場合に営業所（母店）から貸渡車両を配車して発着利用ができる出張所扱いの「カウンター店」（ガソリンスタンド、ホテルなどに設置）がある。
- FC店舗の運営会社は、地元資本のメーカー販社であったり、ガソリンスタンドを経営する会社である場合も多く、利用契約を結んでいる法人や車両ディーラー等の意向が反映されて特色ある車両が導入されている場合がある。
- 店舗によっては、異なるブランドや運営会社店舗間での乗り捨てサービスが行える。
- 東京都内では24時間営業店舗が存在する。
- 海外店としてグアム店がある。
- 2017年12月21日には近鉄グループの近畿ニッポンレンタカー株式会社（ニッポンレンタカーと提携）が近鉄レンタリース株式会社に商号変更して、オリックスレンタカーの提携先に加わった[2]。

## 保有車両
軽自動車からメルセデス・ベンツ等の高級車、軽トラックから4トン級までの中型トラック、マイクロバスまで、トラック営業所では車載クレーン車や冷凍車、散水車、中型車扱いとなるダンプカーまで扱っており、全国展開しているレンタカー会社としては多様なラインナップを誇る。
- 前述の直営店では、ほぼ国産全メーカーの各車両がまんべんなく取り揃えられている。
  - 各メーカーのハイブリッドカーも「エコカークラス」として取り扱い、一部店舗では電気自動車の導入も行っている。
- 店舗、運営会社によっては、外車保有台数の多い店舗や、乗用系店舗ではあるがトラックの保有台数が多い店舗など様々である。
- 東京中心部、沖縄地区及び夏季の北海道地区ではスポーティーカーやインポートカーのレンタルを行っている店舗もある。
  - 直近では都心の店舗にて日産・GT-R、レクサス・IS-F、BMW・M3を取り扱っていた。
  - バブル期には、スカイラインGT-RやNSX等のハイパフォーマンスカー、ベントレー・エイト等の超高級車、果てはランボルギーニ・カウンタックを持つ店舗もあった。
  - 過去、期間・店舗限定でルノー・ジャポンと協賛してコレオスやウインドを貸出したことがあり（時期は異なるが、後者は日産レンタカーでも期間限定で貸出を行っていた）、直近ではルーテシアやキャプチャー（後者は限定車のルシヨン）の貸し出し実績もある。
- 保有台数の多い沖縄地区及び北海道地区では、乗用車を対象とした各地区限定のキャンペーンが盛んに行われ、通常価格の半額程度でレンタルできるプランもある。また、ホンダ・フリードハイブリッドなど同一車種を大量に投入してキャンペーン価格で貸し出す場合もある。

## 主なサービス
- JMB・AMCの両マイレージサービスのカードを提示することでマイルを積算することができる（1種類のみ、基本的に税込100円で1マイル）。
- JALカード・dカード・au PAY・JCB ORIGINAL SERIESといった、特定の提携クレジットカード（またはプリペイドカード）の優待店となっており、クレジットポイント（もしくはマイル・dポイントならびにPontaポイント）の積算率が優遇される。ただしdカードはiD決済のみ優遇対象。iDについては2006年（平成18年）から対応している（INFOX端末にiD用R/Wを接続。レンタカーチェーンとしては第1号）。
- このほか、交通系電子マネーやQUICPay、nanaco・WAON・楽天Edy、QRコード決済[3]に対応。2008年（平成20年）から2010年（平成22年）まではジェーシービーとの提携関係からQUICPay/nanaco決済専用のJET-S端末を置いて取り扱っていたが、2010年（平成22年）で打ち切りとなった。
- ポイントカード提携も行われていたが、dポイントは2020年（令和2年）11月30日、Pontaは2021年（令和3年）1月31日をもって終了した[4]。前述のとおり、dカード・d払い及びau PAYでの決済を通して該当ポイントを積算することは可能。

### 補償制度
かつてはレンタカー料金に含まれる補償が他社と比べて乏しいといわれた（補償の増額には追加料金が必要だった）が、3ブランドの統合と前後して現在の補償制度となった。
競合するトヨタレンタカーが、搭乗者にかかる補償額を「人身傷害補償」として3,000万円に設定している他はほぼ同一である。
レンタル基本料金に含まれるもの
- 対人賠償 ＝ 無制限
- 対物賠償 ＝ 無制限（免責金：5万円）
- 車両補償 ＝ 時価額（免責金：車種クラスにより異なる）
- 搭乗者後遺障害 ＝ 2,000万円／名を上限
- 搭乗者傷害死亡 ＝ 2,000万円／名
- 搭乗者入院補償 ＝ 7,500円／日＠名（事故発生日から180日を上限）
- 搭乗者通院補償 ＝ 5,000円／日＠名（事故発生日から180日を上限）

出発時の申し出により加入するもの
- 免責補償制度 (CDW)
  - 事故、車両損傷時の対物免責金、車両免責金が免除される
- レンタカー安心パック（2010年（平成22年）4月1日より開始、対象は乗用車に限られる）
  - 事故、車両損傷時の営業補償料 (NOC) が免除される
  - バッテリー上がりやキー閉じ込み等の基本的なロードサービス料が無料となる

### プライムメンバーズクラブ
国内の乗用系レンタカー営業所全てで共通して使えるポイントカードである。
入会後すぐに割引・特典を利用でき、スタンダードメンバーでもプライムメンバーポイントに加え、JMB・AMCのマイルまたはPontaのいずれかを併せて積算することができる。
- 税込み100円の利用につき１ポイント加算され、300ポイントでゴールドメンバー、1000ポイントでプラチナメンバーとなる。このポイントは直接の値引きに利用するものではなく、ポイント蓄積数に応じた優待サービス（割引率アップなど）を利用できるものである。ポイントはその車両を返却し最終的な利用料金の総額が確定した時点で付与される。ランクアップすると新たな会員カードが郵送されるが、受取前でもランクアップ時の特典を利用可能。
  - ゴールドメンバーを達成するとマイレージやPontaポイントの積算が倍加算となる。
  - プラチナメンバーを達成すると免責補償料および前日貸出サービス・翌日返却サービスの利用料が無償となる。
- オリックスカーシェアリング（旧プチレンタ）会員は毎年300ポイントが付与され、自動的にゴールドメンバーとなる。（カーシェア・リース側に名寄せされたメンバーズカードが発行される）
- レンタル中に交通事故や車両損傷があった場合、蓄積されていたポイントが全てクリアされて0ポイントとなり、スタンダードメンバーからの再スタートとなる。

### 乗り捨て
ワンウェイ（乗り捨て）料金は、指定されたエリア内における場合は無料で、それ以外の場合は有料となるが、事前予約が必要。但し、以下の例外がある。
- 北海道〜本州間におけるワンウェイ利用は、函館市内の営業所・新函館北斗駅前店〜青森県内の営業所のみ可能。北海道〜岩手県と秋田県以南の本州・四国・九州・沖縄、沖縄〜北海道・本州・四国・九州、本島〜離島相互間と離島相互間はそれぞれワンウェイ利用は利用できない。
- マイクロバスのワンウェイ利用は、九州内のみ可能で、北海道・本州・四国・沖縄並びに九州〜本州・四国では利用できない。
- 車両の回送行路に有料道路区間が含まれる場合は、ワンウェイ料金には有料道路通行料金を含む。